# جون شو (موظف مدني)
جون شو (بالإنجليزية: John Shaw)‏ هو موظف مدني ومهندس أسترالي، ولد في 26 أغسطس 1902، وتوفي في 20 أبريل 1983.